# Are We Having Fun Yet?
Are We Having Fun Yet? è il quarto album in studio del cantautore  inglese Black, uscito nel 1993.

## Tracce
Testi e musiche di Black.
1. Don't Take the Silence Too Hard – 4:18
2. Swingtime – 5:33
3. Wishing You Were Here – 4:42
4. Leaving Song – 3:44
5. That's Just Like Love – 3:49
6. Ave Lolita – 5:26
7. Wish the World Awake – 3:56
8. Paper Crown – 5:13
9. Change Your Mind – 3:57
10. To Take a Piece – 4:17